# Gálospetri
Gálospetri (románul: Galoșpetreu) falu Romániában, Bihar megyében.

## Fekvése
Gálospetri Bihar megye északnyugati részén található Érmihályfalvától 10 km-re keletre.
Földrajzi koordinátái: északi szélesség 47°30’, keleti hosszúság 22°13’. Legkönnyebben az E671-es út felől közelíthetjük meg úgy, hogy Értacsánál letérünk Gálospetri irányába.
A falu egy része dombon, a többi lapályon fekszik. A kommunizmus idején a falut körbevevő mocsarakat és lápokat lecsapolták , a termőterületté alakított földek közé árkokat ástak, azokon keresztül vezetik el a fölösleges vizet.

## Nevének eredete
Előtagja Gálosra (Gál), a falu egykori birtokosára utal, míg utótagja a Péter személynévnek a birtoklást kifejező i-képzős származéka.

## Története
Gálospetri (Gálos-Petri) nevét 1291-ben említették először az oklevelek Petri in Nyr és villa uxoris Galus néven, ekkor Gál feleségének birtoka volt.
1321-ig Kereki János fia, Pósa mester és testvére János birtoka volt, aki 1342-ben Csanád váradi prépost javára lemondott a faluról.
A 14. században szatmári községként említették.
1399-ben a Telegdi család birtoka volt, 1445-ben a Zólyomiak, 1482-ben pedig a Macskásyak voltak birtokosai.
A 16. században ismét Bihar vármegyéhez tartozott.
1503-ban ismét a Telegdy család volt birtokosa, később pedig a Dráveczky, Bernáth, Komáromy, Fráter és a Csáky családoké lett.
1910-ben 1374 lakosa volt, ebből 1333 magyar, 41 román, melyből 124 római katolikus, 426 görögkatolikus, 760 református volt.
A trianoni békediktátum előtt Bihar vármegye Érmihályfalvai járásához tartozott.
Gálospetri lakossága 2002-ben 987 fő volt. Etnikai elosztásban magyar 77%, román 17%, cigány 6%.
A lakosság legfőbb megélhetési forrása a mezőgazdaság.

## Közigazgatás és oktatás
Gálospetri közigazgatásilag Értarcsa községhez tartozik. A jelenlegi polgármester Bordás Károly, alpolgármester Tóth Barnabás, a jegyző Băican Elisabeta. A faluban óvoda és nyolcosztályos iskola is működik.

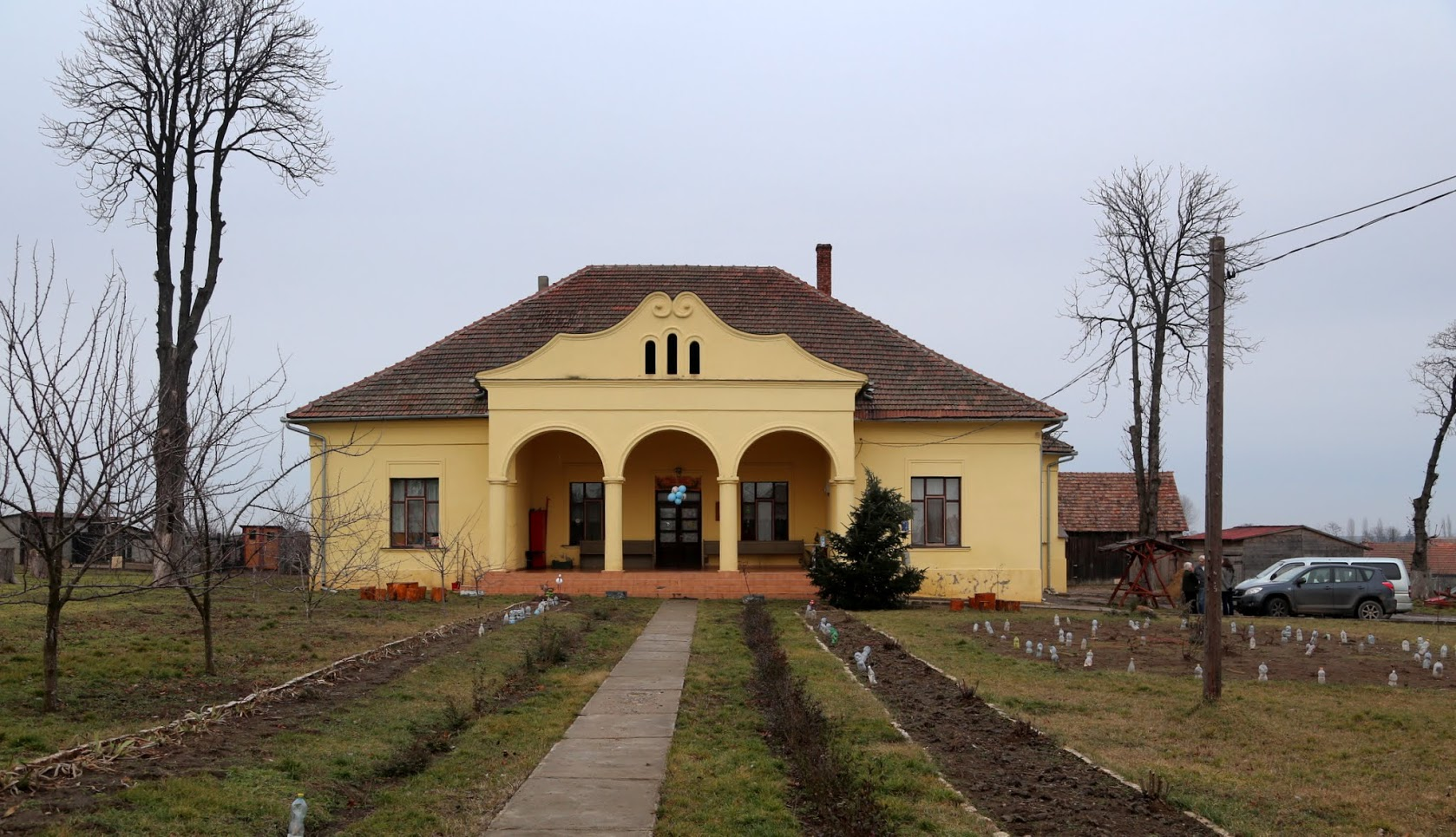
A hajdani Fráter-kúria

## Nevezetességek
- Református temploma 1621-ben épült, 1852-ben átalakították
- Görögkatolikus temploma 1892-ben épült
- Az egykori Fráter-kúria
- Gálospetri Néprajzi Gyűjtemény: a múzeumot Kéri István gyűjtő szervezi és vezeti, mely egy falusi parasztházban és a hozzá tartozó gazdasági épületekben működik. A lakóház 1870 előtti, vert földből épült és nádfedéllel rendelkezik. A XX. század elején leégett, majd mai alakjában építették újjá. Azelőtt szabadkéménnyel és kisebb méretű ablakokkal rendelkezett, valamint alacsonyabb volt.

## Itt születtek
- Sass Kálmán lelkipásztor (Gálospetri, 1904. április 17. – Szamosújvár, 1958. december 2.)